# Lucas Cruikshank
Lucas Alan Cruikshank (Columbus, 29 agosto 1993) è un attore statunitense.

## Biografia
Cruikshank è nato e vive a Columbus (Nebraska). I genitori sono Dave Alan Cruikshank e Molly Jeanne. è figlio di mezzo in una famiglia molto numerosa, con i suoi 2 fratelli e le 5 sorelle.

## Carriera
Al di fuori della sfera casalinga di Fred, Cruikshank partecipava al contempo a provini per ruoli cinematografici e televisivi, stendendo anche su carta idee da proporre a canali televisivi.

### Il fenomeno Fred
Con l'idea di prendere in giro le persone che postavano su YouTube video su ogni cosa che facevano nell'arco del giorno, Lucas si mise d'accordo coi due cugini John e Katie Smet per realizzare qualcosa di divertente. Prese così vita il personaggio di Fred Figglehorn, interpretato da Cruikshank, un bambino di 6 anni molto "attivo" e dalla parlantina veloce, con una madre pressoché indifferente nei suoi confronti, che vive in un contesto quotidiano disfunzionale.
Dopo aver aperto il canale della JKL Productions, il nome sotto cui si firmavano Cruikshank e i due cugini, l'11 giugno 2006; l'attore iniziò le riprese del video alcuni mesi dopo, il 30 ottobre, finendole il 30 aprile 2008. Il filmato intitolato "Fred on May Day" fu postato il giorno dopo, il 1º maggio, ottenendo moltissimi feedback positivi, cosa che spinse l'attore a farne degli altri. Entro l'aprile 2009, con oltre un milione di sottoscritti, il canale di Fred era diventato il primo della storia di YouTube a superare tale quota, divenendo anche quello con più iscritti.
La JKL Productions, il trio rappresentato da Cruikshank e i suoi due cugini, incassò un totale di 14.000 dollari dai video e il merchandising in un anno.

### Da YouTube alla televisione
Il 16 febbraio 2009 è apparso nell'episodio iCarly contro Fred della serie televisiva iCarly lanciata da Nickelodeon, interpretando Fred.
Il 6 dicembre 2009 è apparso nell'episodio "Una nuova sfida per Hannah" della terza stagione della sitcom Hannah Montana.
È stato inoltre ospite del programma televisivo The Tyra Banks Show.
Nel 2009 si è svolta la produzione di Fred: The Movie, trasmesso negli Stati Uniti sul canale Nickelodeon nel settembre 2010. Lo studio si è detto ambizioso nella creazione di un franchise basato su Fred, proprio partendo dal film, annunciando la potenziale realizzazione di un seguito per il futuro.
Nell'ottobre 2010 fu riportato che Cruikshank era stato provinato per il ruolo di Chase Stein nella serie Marvel Runaways, la cui uscita era prevista nel 2012. Il ruolo fu, però, affidato a Gregg Sulkin.
Nel 2012 diventa il protagonista della serie Marvin Marvin.
Negli anni a seguire fa sporadiche apparizioni in serie TV come Big Time Rush (2013), The Flipside (2013), Ask Orange (2015). Appare in otto episodi di Cute Combat nel 2014.
Dopo essere sparito dalle scene negli anni 2016-2017, torna in un episodio di Starter Pack (2018) e nel film "The Wayback: a real Youtube rewind" (2019).
Nel 2023 è apparso in un episodio di The Funny Cartoons Show, oltre ad essere l'anno in cui è uscito il video Shrek 2 Retold, di cui è un doppiatore.

## Vita privata
Oltre al campo recitativo, ha nozioni di jazz e danza (tip-tap e hip hop).
Cruikshank è apertamente gay: ha reso pubblica la sua omosessualità in uno dei suoi video sul canale "Lucas" di YouTube pubblicato il 20 agosto 2013. In un video ha fatto coming out dicendo "Sono gay. Mi sento così strano a dirlo in camera. Ma la mia famiglia e gli amici lo sanno da tre anni e non ho sentito il bisogno di annunciarlo prima su Internet".
Nel 2015 ha confermato di essere fidanzato con Matthew Fawcus, modello australiano trasferitosi a Los Angeles.

## Filmografia

### Attore
- YouTube Live (2008) Film TV
- iCarly (iCarly), nell'episodio "iCarly contro Fred" (2009)
- Christmas Cash (2009) Cortometraggio uscito in home video
- Hannah Montana (Hannah Montana), nell'episodio "Una nuova sfida per Hannah" (2009)
- The Annoying Orange, nell'episodio "Orange vs FRED!!!" (2010)
- The Movie (2010) Film TV
- Fred (2008-2010) Serie TV
- Supah Ninjas, nell'episodio "Kickbutt" (2011)
- Fred 2: Night of the Living Fred (2011) Film TV
- Figgle Chat with Fred Figglehorn (2011) Serie TV
- Lucas Gets Kidnapped! (2011) Cortometraggio
- FRED Learns to Airdrum with Power (2011) Cortometraggio
- Fred: The Show (2012) Serie TV
- Camp Fred (2012)
- Marvin Marvin (Marvin Marvin) (2012-2013) Serie TV
- Big Time Rush, nell'episodio "I cameos" (2013)
- The Flipside, nell'episodio "Me, Myself and My Concience" (2013)
- Cute Combat, negli episodi "Mean Gulls vs. Snugglefest 2014" (2014), "No More Bunny Business vs. Undercover Boss" (2014), "Good Will Humping vs. Finding Nemo" (2014), "Sprinkler Sensei vs. Teachers Pet" (2014), "Miss Hygieniality vs. Primating" (2014), "Pawverted vs. Punk'd" (2014), "Hipster Hamsters vs. You Are Not a Dog!" (2014) e "Prints of Thieves vs. Orange Is the New Black" (2014)
- Ask Orange, nell'episodio "Toad Tolk!" (2015)
- Starter Pack, nell'episodio "Try to meet people" (2018)
- The Wayback: a real Youtube rewind (2019) Film TV
- The Funny Cartoons Show, negli episodi "Freeky Cat" (2022) e "Party Freek" (2023)

### Doppiatore
- Mostri contro alieni (Monsters vs. Aliens), negli episodi "Il telefono intelligente" (2013) e "La punizione infinita" (2013)
- Shrek 2 Retold (2023) Video

## Riconoscimenti
- Kids' Choice Awards
  - 2013 - Candidatura al migliore attore per Marvin Marvin

- People's Choice Awards
  - 2009 - Candidatura al migliore video generato da utenti per Fred goes swimming

- Teen Choice Awards
  - 2009 - Migliore web star per Fred

- Youtube Creators Awards
  - 2012 - Migliore Youtube creator per Fred

## Doppiatori italiani
Nelle versioni in italiano delle opere a cui ha partecipato, è stato doppiato da:
- Flavio Aquilone in Hannah Montana
- Massimo Di Benedetto in iCarly
- Simone Lupinacci in Marvin Marvin
- Guglielmo Scilla in Fred: The Show

Da doppiatore è sostituito da:
- Daniele Raffaeli in Mostri contro alieni